# Bitka pri Staten Island
Bitka za Staten Island je bil neuspešen napad čet kontinentalne armade pod poveljstvom generalmajorja John Sullivana na britanske sile na Staten Islandu 22. avgusta 1777 med ameriško revolucionarno vojno. Potem ko je britanski generalpodpolkovnik William Howe julija odplul z večino svoje vojske iz New Yorka, je Sullivan spoznal, da so britanski položaji na Staten Islandu ranljivi in načrtoval napad. Izvedel ga je kljub prošnji poveljnika generala George Washingtona, naj Sullivan čim prej okrepi glavnino vojske s svojimi četami, da bi podprl Washingtonov načrtovani kolonialni napad na britansko Philadelphio.
Med pomanjkljivostmi napada je bilo pomanjkanje čolnov za umik, kar ga je stalo dve četi, eden od njegovih odredov pa je bil zaveden s strani vodnika na sprednji del britanskih položajev namesto na njihov zaledni del. Posledično so bile ameriške izgube mrtvih, ranjenih in ujetih dvakrat ali celo več kot britanske, zaradi česar je Washington izgubil približno 180–300 mož, ki jih je potreboval za svojo Filadelfijsko kampanjo. Čeprav je bil Sullivan obtožen slabega vodenja napada, ga je pozneje leta 1777 velikodušno vojaško sodišče oprostilo vseh obtožb.